# 松竹大谷圖書館
松竹大谷圖書館（日语：／）是位於日本東京都中央區築地的私人圖書館。專門收藏有關戲劇和電影的圖書，由公益財團法人松竹大谷圖書館管理運營。2013年時，松竹大谷圖書館的閱覽人數有3,035人，閱覽資料件數有31,683件。

## 外部連結
- 松竹大谷図書館公式webサイト